# Helene Kröller-Müller

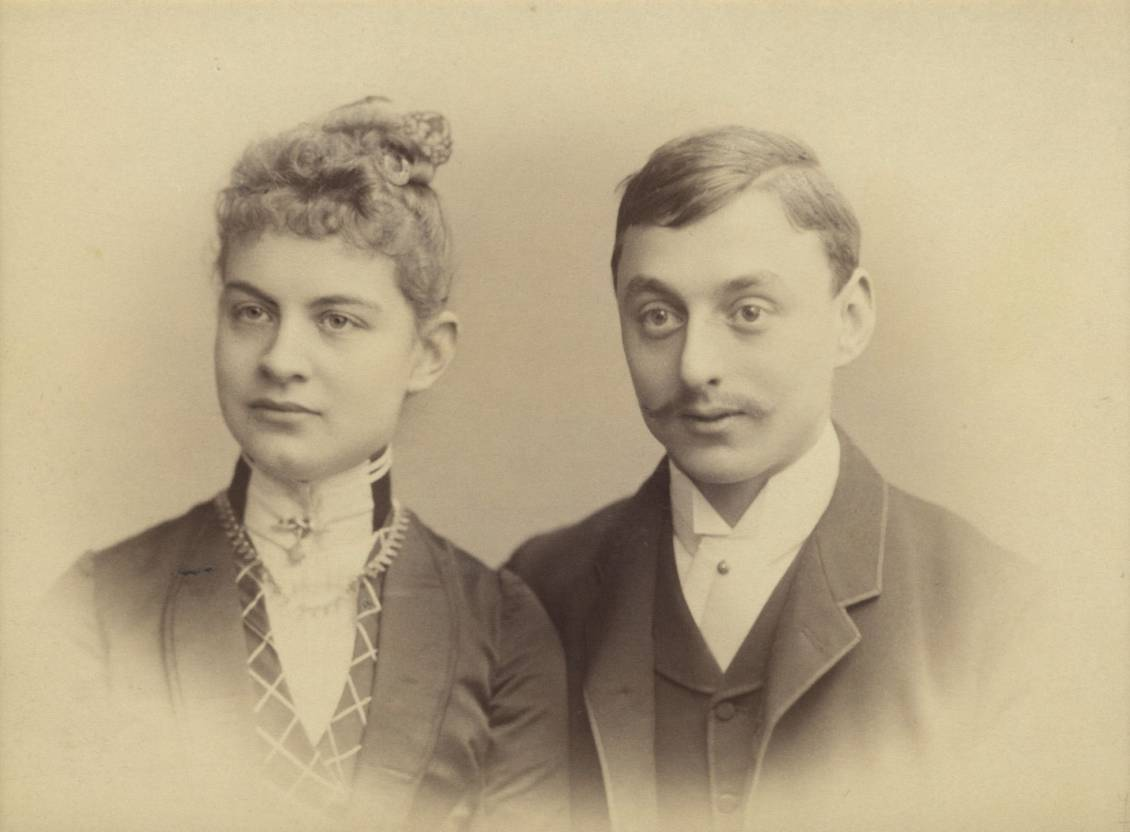
Helene Müller und Anton Kröller, um 1888

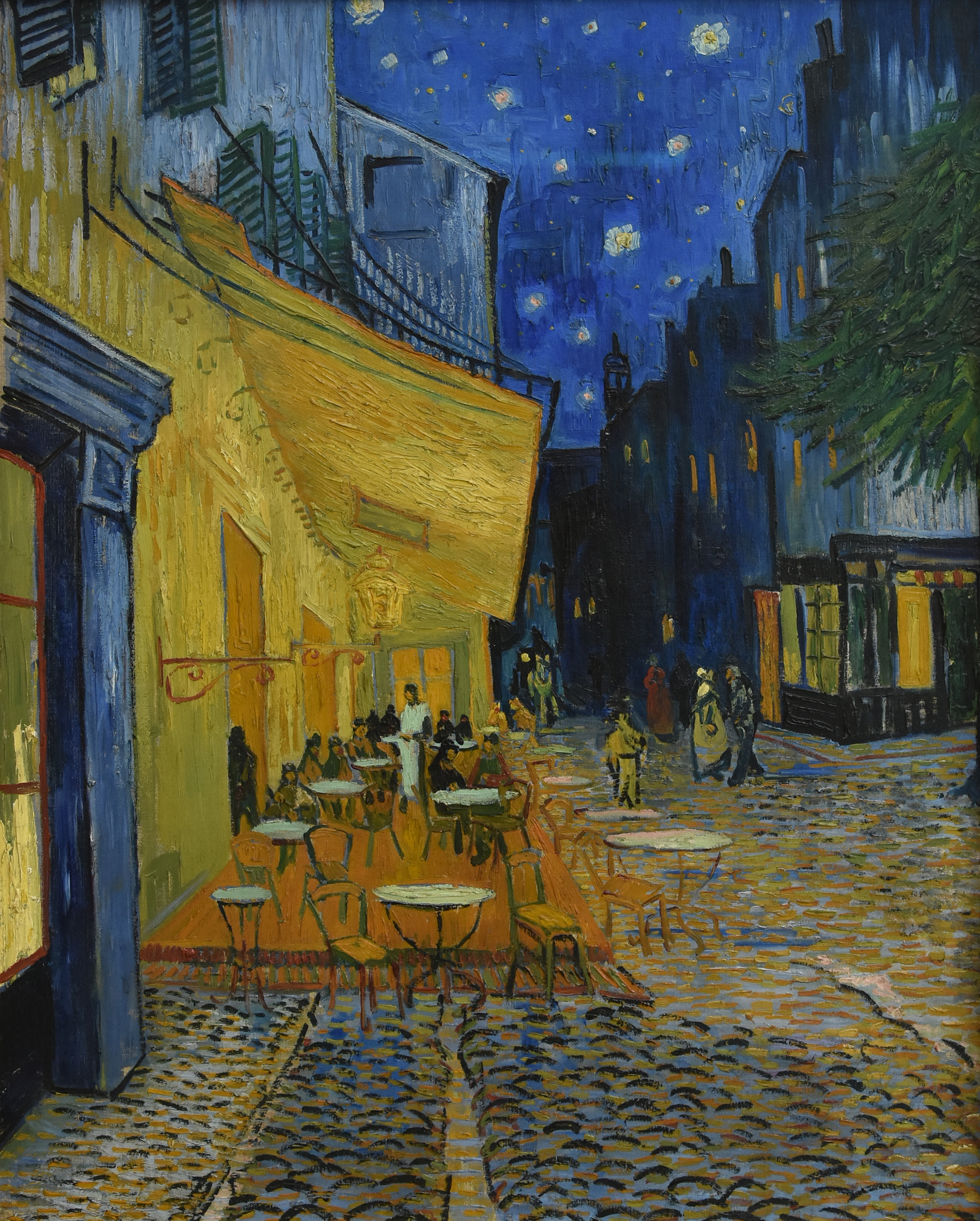
Vincent van Gogh: Caféterrasse am Abend aus der Sammlung Helene Kröller-Müller

Helene Emma Laura Juliane Kröller-Müller (* 11. Februar 1869 in Horst (Essen); † 14. Dezember 1939 in Otterlo) war eine deutsch-niederländische Kunstsammlerin. Nach ihr wurde das Kröller-Müller Museum in Otterlo in den Niederlanden benannt, in dem sich die zweitgrößte van-Gogh-Sammlung der Welt befindet.

## Leben
Helene Müller wurde 1869 in Horst bei Essen als Tochter eines Stahlindustriellen geboren. Der Vater hatte über sein Handelsunternehmen auch Geschäftsbeziehungen in die Niederlande. Sie besuchte Schulen in Düsseldorf und Brüssel. 1888 heiratete sie Anton Kröller (1862–1941), den Sohn des Leiters des Rotterdamer Büros der Firma und Teilhaber ihres Vaters, und zog nach Den Haag. Sie erhielt zahlreiche Auszeichnungen, wie zum Beispiel Ritter des Ordens vom Holländischen Löwen und Ritter des Kronenordens von Belgien.

## Kunst
Ab 1907 besuchte sie in Den Haag Lehrstunden über Kunstgeschichte bei Henricus Petrus Bremmer (1871–1956), einem renommierten Kunsthistoriker, der ihr wichtigster Berater wurde und auch wesentliche Impulse beim Aufbau der Kunstsammlung gab.
1909 kaufte sie drei Werke van Goghs an: Sonnenblumen, Die Säer, und Stilleben mit Flasche und Zitrone. Die Sammlung wuchs schnell an. Sie kaufte Bilder bei Händlern in den Niederlanden, Belgien, Deutschland und Frankreich, und auch direkt in den Ateliers der Künstler, wie zum Beispiel bei Paul Signac. 1928 errichtete sie gemeinsam mit ihrem Ehemann die Kröller-Müller-Stiftung, der anschließend die gesamte Kunstsammlung übertragen wurde. 1938 wurde in Otterlo bei Arnhem das Kröller-Müller Museum durch den niederländischen Staat und die Stiftung De Hoge Veluwe erbaut.